# 清朝总管内务府大臣列表
下表列出历年总管内务府大臣：

## 顺治朝
- 顺治元年：何洛会（八月任）
- 顺治二年：何洛会
- 顺治三年：何洛会
- 顺治四年：何洛会（六月迁）
- 顺治五年：
- 顺治六年：
- 顺治七年：
- 顺治八年：
- 顺治九年：
- 顺治十年：
- 顺治十一年：
- 顺治十二年：
- 顺治十三年：
- 顺治十四年：
- 顺治十五年：索浑（十二月迁）
- 顺治十六年：
- 顺治十七年：
- 顺治十八年：

## 康熙朝
- 康熙元年：尼雅罕、胡密色
- 康熙二年：尼雅罕、胡密色、费扬古、嘉布嘉
- 康熙三年：图巴、明珠、巴喀（均三月任）
- 康熙四年：图巴、明珠、巴喀
- 康熙五年：巴喀、海拉逊（五月任）
- 康熙六年：巴喀、海拉逊、吐巴、米思翰（三月任）
- 康熙七年：海拉逊、吐巴、噶禄（五月任）
- 康熙八年：海拉逊、噶禄、吐巴
- 康熙九年：海拉逊、噶禄、吐巴
- 康熙十年：海拉逊、噶禄、吐巴
- 康熙十一年：海拉逊、噶禄、吐巴
- 康熙十二年：海拉逊、噶禄、吐巴
- 康熙十三年：海拉逊、噶禄、吐巴
- 康熙十四年：海拉逊、噶禄、吐巴
- 康熙十五年：海拉逊、噶禄、吐巴
- 康熙十六年：海拉逊、噶禄、吐巴
- 康熙十七年：海拉逊、噶禄、吐巴
- 康熙十八年：海拉逊、噶禄、吐巴
- 康熙十九年：海拉逊、噶禄、吐巴
- 康熙二十年：海拉逊、噶禄、吐巴、飞扬武（五月任）
- 康熙二十一年：海拉逊、噶禄、吐巴、飞扬武
- 康熙二十二年：海拉逊、噶禄、吐巴、飞扬武
- 康熙二十三年：海拉逊、噶禄、吐巴、飞扬武
- 康熙二十四年：海拉逊、噶禄、吐巴、飞扬武
- 康熙二十五年：海拉逊、噶禄、吐巴、飞扬武、鄂尔多（十一月任）
- 康熙二十六年：海拉逊、噶禄、吐巴、飞扬武、鄂尔多（二月迁）
- 康熙二十七年：海拉逊、噶禄[卒]、飞扬武、班第（三月任）、佛伦（四月任）
- 康熙二十八年：海拉逊、飞扬武、班第、佛伦（十月迁）
- 康熙二十九年：海拉逊、飞扬武
- 康熙三十年：海拉逊、飞扬武、多壁（闰七月任）、马思喀（闰七月任）
- 康熙三十一年：海拉逊、飞扬武、马思喀
- 康熙三十二年：海拉逊、飞扬武、马思喀
- 康熙三十三年：海拉逊、飞扬武、马思喀
- 康熙三十四年：海拉逊、飞扬武、马思喀（七月迁）
- 康熙三十五年：海拉逊、飞扬武（十二月卒）
- 康熙三十六年：海拉逊
- 康熙三十七年：海拉逊（十一月卒）
- 康熙三十八年：哈雅尔图（五月任）
- 康熙三十九年：科岱（十月任）
- 康熙四十年：科岱、赫奕（十月任）
- 康熙四十一年：科岱、赫奕
- 康熙四十二年：科岱（革）、赫奕、赫硕色（十二月任）
- 康熙四十三年：赫奕
- 康熙四十四年：赫奕、灵普（二月任）
- 康熙四十五年：赫奕、灵普
- 康熙四十六年：赫奕、灵普
- 康熙四十七年：赫奕、灵普（六月革）、允禩（九月署）、尚之杰（五月署）、海章（十月署）
- 康熙四十八年：赫奕
- 康熙四十九年：赫奕、保柱（四月任）
- 康熙五十年：赫奕、马武（十月任）
- 康熙五十一年：赫奕、马武（十月署）
- 康熙五十二年：赫奕（十二月兼）
- 康熙五十三年：海章（四月任）、赫奕
- 康熙五十四年：海章、赫奕
- 康熙五十五年：海章、马齐、关保（署）、赫奕（五月革）、董殿邦（五月任）
- 康熙五十六年：海章、董殿邦、关保（十月革）、允禩（十一月署）
- 康熙五十七年：海章、董殿邦
- 康熙五十八年：海章、董殿邦
- 康熙五十九年：海章、董殿邦
- 康熙六十年：海章、董殿邦、李英贵（十月任）、马武（十月署）、伊都立（十月署）
- 康熙六十一年：海保、董殿邦（十一月迁）、李英贵（十一月迁）、噶达洪（十二月任）

## 雍正朝
- 雍正元年：海保（十二月卒）、噶达洪（九月卒）、李延禧（正月任）、傅鼐（正月任）
- 雍正二年：李延禧、傅鼐、常明（五月任）、来保（八月任）
- 雍正三年：李延禧、傅鼐（十一月迁）、武士宜（十一月任十二月卒）、常明、来保
- 雍正四年：李延禧、常明、来保、查弼纳（五月任）、永福（正月任）、尚之顺（五月任）、年希尧（五月任）
- 雍正五年：李延禧、常明、来保（八月转）、永福、尚之顺、年希尧
- 雍正六年：李延禧、常明、永福（二月革）、尚之顺、年希尧、佛伦（二月协）
- 雍正七年：李延禧、常明、尚之顺、年希尧
- 雍正八年：李延禧、常明、尚之顺、年希尧、海望（六月任）、郑禅保（十一月协）、鄂善（十一月协）
- 雍正九年：李延禧（十一月卒）、常明、尚之顺（九月卒）、年希尧、海望、郑禅保、鄂善（七月任）、丁皂保（十二月任）
- 雍正十年：常明、年希尧、海望、丁皂保、盛安（十一月兼）、佛标（十一月兼）
- 雍正十一年：常明、年希尧、海望、丁皂保、范时绎（九月任）
- 雍正十二年：常明、年希尧、海望、丁皂保、范时绎
- 雍正十三年：常明、年希尧（十一月革）、海望、丁皂保、范时绎（四月革）、傅鼐、来保、讷亲、盛安、庄亲王允禄

## 乾隆朝
- 乾隆元年：丁皂保、常明、海望、来保、允禄、讷亲
- 乾隆二年：来保、丁皂保、海望、允禄、讷亲、阿里衮
- 乾隆三年：来保、丁皂保、海望、允禄、讷亲（九月免）
- 乾隆四年：来保、丁皂保（二月免）、海望、允禄、阿里衮
- 乾隆五年：来保、海望、阿里衮
- 乾隆六年：来保、三和（三月任）、海望、阿里衮
- 乾隆七年：来保、三和、海望、阿里衮（七月转）、傅恒（六月任）
- 乾隆八年：来保、三和、海望、傅恒
- 乾隆九年：来保、三和、海望、傅恒、赵宏恩（兼）
- 乾隆十年：来保、三和、海望、傅恒、赵宏恩、高斌（十月任）
- 乾隆十一年：来保、三和、海望、傅恒、高斌
- 乾隆十二年：来保、三和、海望、傅恒、高斌
- 乾隆十三年：来保、三和、海望、傅恒（八月免）、高斌、德保（署）
- 乾隆十四年：来保、三和、海望、高斌、德保
- 乾隆十五年：来保、三和、海望、高斌、德保（十一月免）、倭赫（十一月任）
- 乾隆十六年：来保、三和、海望、高斌、倭赫（免）
- 乾隆十七年：来保、三和、海望、高斌
- 乾隆十八年：来保、三和、海望、高斌、德保（九月任）
- 乾隆十九年：来保、三和、海望、高斌、德保
- 乾隆二十年：来保、三和、海望（九月卒）、高斌、德保、傅恒
- 乾隆二十一年：来保、三和、德保、傅恒
- 乾隆二十二年：来保、三和、德保、傅恒
- 乾隆二十三年：来保、三和、德保、傅恒
- 乾隆二十四年：来保、三和、德保、傅恒
- 乾隆二十五年：来保、三和、德保、傅恒
- 乾隆二十六年：来保、三和、德保、傅恒、英廉（十一月任）
- 乾隆二十七年：来保、三和、德保、傅恒、英廉、倭赫（五月任）
- 乾隆二十八年：来保、三和、德保、傅恒、英廉、倭赫、和尔精额（二月革）、常明（二月任）
- 乾隆二十九年：来保（三月卒）、三和、傅恒、德保、倭赫、常明
- 乾隆三十年：三和、傅恒、德保、倭赫、常明、高恒（九月任）
- 乾隆三十一年：三和、傅恒、德保、倭赫、常明、高恒
- 乾隆三十二年：三和、傅恒、德保、倭赫、常明、高恒
- 乾隆三十三年：永瑢（三月任）、三和、傅恒、德保、常明、高恒（革）、迈拉逊（十一月任）
- 乾隆三十四年：永瑢、三和、傅恒、德保、常明、迈拉逊、隆福安（正月任）
- 乾隆三十五年：永瑢、三和、傅恒、德保、常明、迈拉逊、隆福安、丰升额（七月任）
- 乾隆三十六年：永瑢、三和、德保、迈拉逊、隆福安、丰升额
- 乾隆三十七年：永瑢、三和、德保、迈拉逊、隆福安、丰升额
- 乾隆三十八年：永瑢、三和（八月卒）、德保、迈拉逊、隆福安、丰升额、金简（十二月任）
- 乾隆三十九年：永瑢、德保、迈拉逊、隆福安、丰升额、金简
- 乾隆四十年：永瑢、德保、迈拉逊、隆福安、丰升额、金简、四格（九月任十月卒）
- 乾隆四十一年：永瑢、德保、迈拉逊、隆福安、丰升额、金简、和珅（正月任）
- 乾隆四十二年：永瑢、德保、迈拉逊、隆福安、丰升额（十月卒）、金简、和珅
- 乾隆四十三年：质郡王永瑢、德保、迈拉逊、隆福安、金简、和珅
- 乾隆四十四年：永瑢、金简、迈拉逊（四月卒）、隆福安、和珅、德保（三月兼）
- 乾隆四十五年：永瑢、金简、隆福安、和珅、德保、福长安（正月任）
- 乾隆四十六年：永瑢、金简、隆福安、和珅、德保、福长安
- 乾隆四十七年：永瑢、金简、隆福安、和珅、德保、福长安
- 乾隆四十八年：永瑢、金简、隆福安、和珅、德保、福长安
- 乾隆四十九年：永瑢、金简、隆福安（三月卒）、和珅、德保、福长安
- 乾隆五十年：永瑢、金简、德保、福长安、和珅
- 乾隆五十一年：永瑢、金简、德保、福长安、和珅
- 乾隆五十二年：永瑢、金简、德保、福长安、和珅
- 乾隆五十三年：永瑢、金简、和珅、福长安
- 乾隆五十四年：永瑢、金简、和珅、福长安、舒文
- 乾隆五十五年：永瑢（五月薨）、永琅、金简、和珅、福长安、舒文、伊龄阿（五月任）
- 乾隆五十六年：永琅、和珅、金简、福长安、伊龄阿、巴宁阿（二月任）
- 乾隆五十七年：永琅、和珅、金简、福长安、伊龄阿、巴宁阿
- 乾隆五十八年：永琅、和珅、金简、福长安、伊龄阿、巴宁阿、松筠（十一月任）
- 乾隆五十九年：永琅、和珅、金简（十二月卒）、福长安、伊龄阿、巴宁阿（六月革）、松筠
- 乾隆六十年：
- 乾隆六十一年：

## 嘉庆朝
- 嘉庆元年：
- 嘉庆二年：
- 嘉庆三年：
- 嘉庆四年：
- 嘉庆五年：
- 嘉庆六年：
- 嘉庆七年：
- 嘉庆八年：
- 嘉庆九年：
- 嘉庆十年：
- 嘉庆十一年：
- 嘉庆十二年：
- 嘉庆十三年：
- 嘉庆十四年：
- 嘉庆十五年：
- 嘉庆十六年：
- 嘉庆十七年：
- 嘉庆十八年：
- 嘉庆十九年：
- 嘉庆二十年：
- 嘉庆二十一年：
- 嘉庆二十二年：
- 嘉庆二十三年：
- 嘉庆二十四年：
- 嘉庆二十五年：

## 道光朝
- 道光元年：嵩年
- 道光二年：嵩年
- 道光三年：嵩年
- 道光四年：
- 道光五年：
- 道光六年：
- 道光七年：
- 道光八年：
- 道光九年：
- 道光十年：
- 道光十一年：
- 道光十二年：
- 道光十三年：
- 道光十四年：
- 道光十五年：
- 道光十六年：
- 道光十七年：
- 道光十八年：
- 道光十九年：奕纪
- 道光二十年：恩桂
- 道光二十一年：
- 道光二十二年：
- 道光二十三年：文庆
- 道光二十四年：
- 道光二十五年：
- 道光二十六年：
- 道光二十七年：
- 道光二十八年：
- 道光二十九年：
- 道光三十年：

## 咸丰朝
- 咸丰元年：
- 咸丰二年：恩华（二月任）存佑（四月任）
- 咸丰三年：麟魁（十月任）存佑
- 咸丰四年：裕诚、柏葰（十月革）基溥（十二月革）麟魁、存佑
- 咸丰五年：欲诚、麟魁、存佑
- 咸丰六年：欲诚、文彩（十一月任）麟魁、存佑
- 咸丰七年：欲诚、文彩、文丰（二月任）麟魁、存佑
- 咸丰八年：裕诚（五月卒）文彩、文丰、麟魁、存佑
- 咸丰九年：瑞麟、麟魁、文彩、存佑（去世）、文豐
- 咸丰十年：瑞麟、麟魁、文彩、明善（二月任）寶鋆（五月任）肅順（五月任）文豐（八月卒）
- 咸丰十一年：瑞麟、麟魁、文彩、明善、寶鋆、綿森（一月任）恩醇（一月任）全庆（六月任）奕訢（十月任）

## 同治朝
- 同治元年：瑞麟、麟魁、文彩、明善、寶鋆、綿森、恩醇（四月迁）、全庆、奕訢、愛仁（四月任）、文祥（四月任）
- 同治二年：
- 同治三年：存誠（一月任）
- 同治四年：瑞常（三月任）崇綸（四月任）
- 同治五年：
- 同治六年：
- 同治七年：春佑（六月任）
- 同治八年：瑞常、存誠、崇綸、春佑
- 同治九年：
- 同治十年：
- 同治十一年：瑞常（三月卒）、存誠、崇綸、春佑、魁龄、诚明（六月任）、桂清（七月任）
- 同治十二年：
- 同治十三年：存誠、崇綸、春佑（六月开缺）、魁龄、诚明（六月卒）、桂清、贵宝（六月任）英桂（七月任）榮祿（七月任）文錫

## 光绪朝
- 光绪元年：英桂☉崇綸☉魁齡☉榮祿☉明善☉恩承（八月任）師曽（九月任）
- 光绪二年：
- 光绪三年：茂林（一月任）
- 光绪四年：茂林（四月革）成林（四月任）、廣夀（四月任）魁齡（十一月卒）榮祿（十二月开缺）安興阿（十二月任）
- 光绪五年：安興阿（八月革）志和（八月任）、廣順（八月任）
- 光绪六年：
- 光绪七年：廣夀☉志和☉師曾☉廣順
- 光绪八年：
- 光绪九年：
- 光绪十年：
- 光绪十一年：
- 光绪十二年：
- 光绪十三年：
- 光绪十四年：
- 光绪十五年：
- 光绪十六年：
- 光绪十七年：
- 光绪十八年：
- 光绪十九年：
- 光绪二十年：
- 光绪二十一年：
- 光绪二十二年：
- 光绪二十三年：
- 光绪二十四年：
- 光绪二十五年：
- 光绪二十六年：
- 光绪二十七年：
- 光绪二十八年：
- 光绪二十九年：
- 光绪三十年：
- 光绪三十一年：
- 光绪三十二年：
- 光绪三十三年：
- 光绪三十四年：

## 宣统朝
- 宣统元年：
- 宣统二年：
- 宣统三年：